# Sidney Merlin
Pour les articles homonymes, voir Merlin.
Sidney Louis Walter Merlin, né le 26 avril 1856 au Pirée (Grèce) et mort en 1952 à Athènes, est un botaniste et un tireur sportif britannique.

## Biographie
La famille de Sidney Merlin s'installe en Grèce dans les années 1830, alors que le père, Charles William Louis Merlin, est consul britannique au Pirée. Sidney Merlin naît au Pirée, et se marie avec Zaira Theotokis, la fille du Premier ministre grec Georgios Theotokis.
Lors des Jeux olympiques d'été de 1896 se tenant à Athènes, Merlin s'engage dans quatre des cinq épreuves de tir sportif. En carabine d'ordonnance à 200 m, il se classe dixième avec 1 156 points après avoir pourtant terminé second de la manche qualificative disputée la veille. Son score et son classement en carabine d'ordonnance à 300 m sont inconnus, mais il ne remporte aucune médaille. Après deux des cinq séries de six tirs de l'épreuve de pistolet d’ordonnance à 25 m, Merlin quitte la compétition. De même, il ne termine pas l'épreuve de pistolet feu rapide à 25 m. Il participe aussi à l'épreuve de fosse olympique aux Jeux olympiques d'été de 1900 à Paris, où il termine septième ex-aequo avec cinq autres tireurs. Aux Jeux olympiques intercalaires de 1906 d'Athènes, Sidney Merlin participe à toutes les épreuves de tir, terminant premier à l'épreuve de fosse olympique à tir unique et troisième en fosse olympique à double tir.
En Grèce, Sidney Merlin est aussi connu pour ses travaux en botanique. Vers 1925, il introduit la variété d'orange Washington Navel à Corfou. Cette variété est désormais connue sous le nom de Merlin. Il introduit aussi le kumquat, devenu un classique de la cuisine de Corfou.